# 日本大學山形高等學校
日本大學山形高等學校是位於日本山形縣山形市的私立高等學校，為山形縣內學生人數最多的高等學校。

## 歷史
學校最初在1958年成立時名為「山形第一高等學校」，最初僅招生男性學生，是由學校法人山形學園所營運，1962年與學校法人日本大学合併後更名為「日本大學山形高等學校」，並在1966年開始招生女性學生。
在1989年曾附設中學校，但中學校已在2014年停止招生。